# Неоваскуляризация роговицы
Неоваскуляризация роговицы — патологическое разрастание сосудов роговицы, вызывающее ухудшение зрения. Происходит вследствие поражения роговицы. Заболевания роговицы является третьей по распространённости причиной слепоты во всем мире, и в большинстве случаев наблюдается неоваскуляризация роговицы.

## Патогенез
Поражения роговицы, особенно тяжёлой степени нередко провоцируют развитие процесса ангиогенеза[страница не указана 1448 дней]. Рост новых сосудов обусловлен балансом между его стимуляторами и ингибиторами. При низком значении стимуляторов ангиогенез блокируется или малоинтенсивен, при высоких значениях происходит активный запуск образования новых сосудов. Под действием ангиогенных факторов роста и цитокинов происходит активация пролиферации эндотелиоцитов, завершающая построение сосуда, после чего новый сосуд приобретает стабильное состояние.
Возможные причины неоваскуляризации:
- Гипоксия из-за контактных линз;
- Врождённые заболевания;
- Воспалительные заболевания;
- Химические ожоги;
- Дефицит лимбальных стволовых клеток;
- Аллергия;
- Травма;
- Инфекционный кератит;
- Аутоиммунные заболевания;
- Отторжение трансплантата роговицы.

## Симптомы
- Ухудшение зрения, зрительные помехи;
- Снижение прозрачности роговицы глаза[источник не указан 1448 дней].

## Лечение
Для закрытия новых сосудов роговицы существует множество различных способов:
- Сквозная кератопластика;
- Аргоновая лазерная коагуляция сосудов;
- Местные нестероидные противовоспалительные и кортикостероидные препараты;
- Тонкоигольная диатермия;
- Бета облучение;
- Анти-VEGF терапия (применение ингибиторов ангиогенеза);
- Фотодинамическая терапия;

### Кератопластика
Пересадка роговицы является универсальным методом лечения, но при этом сопряжено с многочисленными техническими трудностями и низким функциональным результатом, приводя к вторичной неоваскуляризации трансплантата и его непрозрачному приживлению вследствие развития биологической реакции тканевой несовместимости. По результатам многочисленных исследований, частота отторжения трансплантата составляет 0 — 10 % при аваскулярной роговице, в то время как при её исходной васкуляризации — до 75 %.

### Лазерная коагуляция сосудов
Суть метода состоит в последовательной коагуляции эндотелиальных каналов и капилляров роговицы от её центральной до перелимбальной зоны. В результате в зоне коагуляции образуется очаг воспаления с последующим формированием на его месте рубчика, что приводит к блокировке кровотока в сосудистом стволике. Эффективность этой методики, по данным разных авторов, может достигать 80 % в случаях единичных врастающих в роговицу мелких новообразованных сосудов («стволового» типа) и при вовлечении в процесс не более одного сегмента роговицы с отсутствием крупных глубоких сосудов. Однако результативность снижается, если неоваскуляризация роговицы представлена множеством мелких сосудов, так как исключить из кровотока все мелкие сосуды не представляется возможным.
Непреднамеренное повреждение эндотелия роговицы или хрусталика и лизис швов могут произойти во время лазерной терапии васкуляризованной роговицы. Другие побочные эффекты включают кровоизлияние и истончение роговицы, отложения кристаллов на радужке, атрофию радужки и расширение зрачка. Кровоизлияние в роговицу обычно проходит без какого-либо лечения, а пик зрачка и выемка радужки почти незаметны через 6-8 недель.

### Нестероидные противовоспалительные и кортикостероидные препараты.
Введение этих препаратов в большинстве случаев купирует лишь признаки воспаления, но при этом резко возрастает вероятность нарушения эпителизации роговицы с угрозой возникновения язвы, суперинфекции, глаукомы и катаракты. Это затрудняет использование адекватных доз стероидов, способных вызвать облитерацию новообразованных сосудов роговицы.

### Тонкоигольная диатермия
Эта простая процедура может быть выполнена под местной анестезией и одинаково удаляет афферентные и эфферентные сосуды на разной глубине роговицы Проведение тонкоигольчатой диатермии сосудов имеет низкую эффективность, сопряжено с большим количеством осложнений: отёк роговицы, развитие кровоизлияний в строму роговицы, микроперфорация роговицы, достаточно высокая частота реканализации сосудов.

### Бета облучение
Бета облучение даёт положительный результат только лишь при значительных дозах облучения, которые в свою очередь могут приводить к развитию таких осложнений, как лучевая катаракта, лучевая кератопатия. Снижение доз терапии уменьшает эффективность, что приводит к реканализации новообразованных сосудов роговицы.

### Фотодинамическая терапия
Фотодинамическая терапия (ФДТ) была успешно использована для безопасного удаления неоваскуляризации роговицы у животных и людей. Результаты исследования на животных показали, что ФДТ роговицы после интрастромальной инъекции фотосенсибилизатора вертепорфина может избирательно индуцировать регрессию лимфатических сосудов, не влияя на кровеносные сосуды. ФДТ генерирует активные формы кислорода, которые разрушают эндотелиальные клетки и базальную мембрану сосудов, что приводит к тромбозу сосудов и архитектурному ремоделированию. Это минимально инвазивное лечение приводит к облитерации неоваскулярной сети без повреждения окружающих здоровых тканей, но может потребоваться несколько сеансов. Кроме того, он оказывает минимальное системное воздействие, что делает его безопасным при необходимости нескольких сеансов.